# 福州战役 (1941年)
福州戰役，又称福州第一次淪陷，是中国抗日战争中，中国第三战区部队在福建省福州地区与日本軍隊进行的防御战役。大日本帝國攻占中華民國福建省省會閩侯縣（今福州市市区一带）。民國三十年（1941年）4月21日攻尅福州。

## 外部連結
1. ↑  . 福州新聞网.   [2020-07-17]. （原始内容存档于2020-07-10）.